# Condado de Vega Florida
El condado de Vega Florida es un título nobiliario español creado por Real Decreto el 9 de febrero de 1706 y Real Despacho de 17 de mayo del mismo año, por el rey Felipe V, a favor de Nicolás de la Rosa Suárez y Tovar, gobernador del Tercio de Galeones, capitán de navío de la Real Armada y coronel de los reales ejércitos.

## Condes de Vega Florida
|                               | Titular                                    | Periodo               |
| Creación por Felipe V         | Creación por Felipe V                      | Creación por Felipe V |
| ----------------------------- | ------------------------------------------ | --------------------- |
| I                             | Nicolás de la Rosa Suárez y Tovar          | 1706-1717             |
| II                            | Alonso de la Rosa y Lavasor                | 1717-1771             |
| III                           | Francisco de la Rosa y Lavassor            | 1771-1772             |
| IV                            | Francisco de la Rosa y Fernández de Arnaud | 1773-1823             |
| Rehabilitado por Alfonso XIII |                                            |                       |
| V                             | Jaime de Martos y Zabálburu                | 1916- ?               |
| VI                            | María de las Angustias Martos y Aguirre    | 1998- ?               |
| VII                           | Jaime Rodríguez San Pedro y Martos         | 2001-actual titular   |

## Historia de los condes de Vega Florida
- Nicolás de la Rosa Suárez y Tovar (1671-Cartagena de Indias,  26 de julio de 1717),[2] I conde de Vega Florida, gobernador del tercio de la Armada de la Guardia de la Carrera de Indias.[3] Era hijo de Alonso de la Rosa Tovar  (1648-1704) regidor perpetuo de Cádiz, y de Isabel Suárez Muñiz.

Casó con Ángela de Lavassor (Le Vasseur y Le Quoy) de origen francés, hija de François Le Vassor de la Touche y de su segunda esposa, Jeanne Le Quoy. Le sucedió su hijo:
- Alonso de la Rosa y Lavassor (Cádiz, 1699-Ferrol, 20 de octubre de 1771),[5] II conde de Vega Florida.[4]

Sin descendientes, le sucedió su hermano:
- Francisco de la Rosa y Lavassor (1702-10 de octubre de 1772) III conde de Vega Florida.[6][7]

Casó con María Fernández de Arnaud. Sucedió su hijo en 1773:
- Francisco de la Rosa y Fernández de Arnaud (Cádiz, 1742-1823), IV conde de Vega Florida[8] guardiamarina y teniente de navío.

En marzo de 1880 el título fue rehabilitado por Manuel Padillo y Martínez de Murguía (Jerez de la Frontera, 1834-San Fernando, 1889), capitán de infantería de Marina. Al no haber satisfecho desde la fecha de rehabilitación los impuestos especiales, en noviembre de 1882, se anunció que el título quedaba vacante porque se entendía que lo había renunciado.
Rehabilitado en 1916 por
- Jaime de Martos y Zabálburu (1909-1989), VI conde de Vega Florida. [12][13] Le sucedió, en 1998, su sobrina:[13]

- María de las Angustias Martos y Aguirre (n. Bilbao, 28 de marzo de 1950), VII condesa de Vega Florida,[13] VII condesa de Tilly[13] y VI condesa de Heredia-Spínola, grande de España.[14]

Casó, el 14 de julio de 1972, con José Carlos Rodríguez San Pedro y Márquez (n. en 1946), III conde de Rodríguez San Pedro. Sucedió, en 1999, por distribución, su hijo:
- Jaime Rodríguez San Pedro y Martos (n. Madrid, 27 de julio de 1974), VIII conde de Vega Florida.[15]